# Hermine av Anhalt-Bernburg-Schaumburg-Hoym
Hermine av Anhalt-Bernburg-Schaumburg-Hoym, född 2 december 1797 i Hoym, död 14 september 1817 i Pest, var en österrikisk ärkehertiginna och ungersk vicedrottning, gift 1815 i Schaumburg med Ungerns vicekung Josef Anton av Österrike och dotter till furst Viktor II av Anhalt-Bernburg-Schaumburg-Hoym och Amalia av Nassau-Weilburg. Två av hennes systrar gifte sig med storhertig Paul Fredrik August av Oldenburg.
Under den stora hungersnöden i Ungern år 1816 grundade Hermine "Kungliga kvinnors välgörenhetsförening" för att avhjälpa svälten. Föreningen övertogs och gjordes till en permanent institution av hennes makes nästa fru. Hermine avled i barnsäng.  

## Barn
1. Stefan Frans Viktor av Österrike (1817–1867) ogift
2. Hermine Amalia Maria av Österrike (1817–1842) ogift